# گای استیل
گای لوئیس استیل جونیور (به انگلیسی: Guy Lewis Steele Jr) (متولد ۱۹۵۲م.) یک دانشمند رایانه آمریکایی است که نقش مهمی در طراحی و مستندسازی چندین زبان برنامه‌نویسی‌ رایانه و استانداردهای فنی داشته است که زبان‌های لیسپ، اسکیم و جاوا از آن جمله‌اند.